# Casa do Sport Lisboa e Benfica em Macau
A Casa do Sport Lisboa e Benfica em Macau, conhecida também popularmente por Benfica de Macau, é um clube de futebol sediado na Região Administrativa Especial Chinesa de Macau, sendo a filial do Sport Lisboa e Benfica Nº 232. O clube foi fundado em 1951.

## História
Fundado em 1951 a equipa foi competindo ao longo dos anos na liga de futebol de Macau e torneios juvenis até ao início dos anos 90.
Em 2008 o Benfica Macau começou na última divisão, alcançou a Liga de Elite de Macau em 2012 e desde então somou 5 campeonatos consecutivos e 3 Taças de Macau, tornando-se uma das equipa de futebol de maior sucesso em Macau.
Em 2018 o Benfica de Macau atingiu um novo patamar na história do futebol: não só foi a primeira equipa de sempre a participar na fase de grupos da Taça AFC, como também o primeiro clube de Macau a somar pontos a nível internacional, culminando com um 2º lugar na fase de grupos, com 4 vitórias em 6 partidas, todas na estreia do clube.
Um clube que ninguém conhece, mas que alguns jogadores do Benfica vieram deste clube.

## Títulos
- Liga de Elite: 7
  - 2014, 2015, 2016, 2017, 2018, 2020, 2024

- Taça da Associação de Futebol de Macau: 3
  - 2013, 2014, 2017

## Elenco atual
Atualizado até 08 de maio de 2023.